# Limotettix incerta
Limotettix incerta är en insektsart som beskrevs av Evans 1966. Limotettix incerta ingår i släktet Limotettix och familjen dvärgstritar. Inga underarter finns listade i Catalogue of Life.